# Podoscypha semiresupinata
Podoscypha semiresupinata är en svampart som beskrevs av A.L. Welden 1993. Podoscypha semiresupinata ingår i släktet Podoscypha och familjen Meruliaceae.   Inga underarter finns listade i Catalogue of Life.